# Jeremy Allen White
Jeremy Allen White, född 17 februari 1991 i Brooklyn i New York, är en amerikansk skådespelare.
White har bland annat medverkat i TV-serierna The Bear (2022–2023) och Shameless (2011–2021). Han har även medverkat i filmen Movie 43 från 2013. För huvudrollen i The Bear tilldelades han Golden Globe Award tre år i rad: 2022–2024.
Mellan 2019 och 2023 var han gift med skådespelaren Addison Timlin. Tillsammans har de två barn födda 2018 och 2020.

## Filmografi (i urval)
- 2011–2021 – Shameless (TV-serie)
- 2013 – Movie 43
- 2022–2025 – The Bear (TV-serie)
- 2023 – The Iron Claw
- 2023 – Fremont
- 2025 – Deliver Me from Nowhere
- 2026 – The Mandalorian & Grogu